# 沙特努瓦 (上索恩省)
沙特努瓦（法語：Châtenois，法語發音：[ʃatnwa] ⓘ）是法国上索恩省的一个市镇，属于吕尔区。

## 地理
沙特努瓦（47°41'3"N, 6°18'48"E）面积5.75 平方千米，位于法国勃艮第-弗朗什-孔泰大區上索恩省，该省份为法国东部内陆省份，北起顺时针与孚日省、贝尔福地区省、杜省、汝拉省、科多尔省和上马恩省接壤。
与沙特努瓦接壤的市镇（或旧市镇、城区）包括：沙特内、阿德朗和勒瓦勒德比泰讷、科隆博特、拉克勒兹、索村。

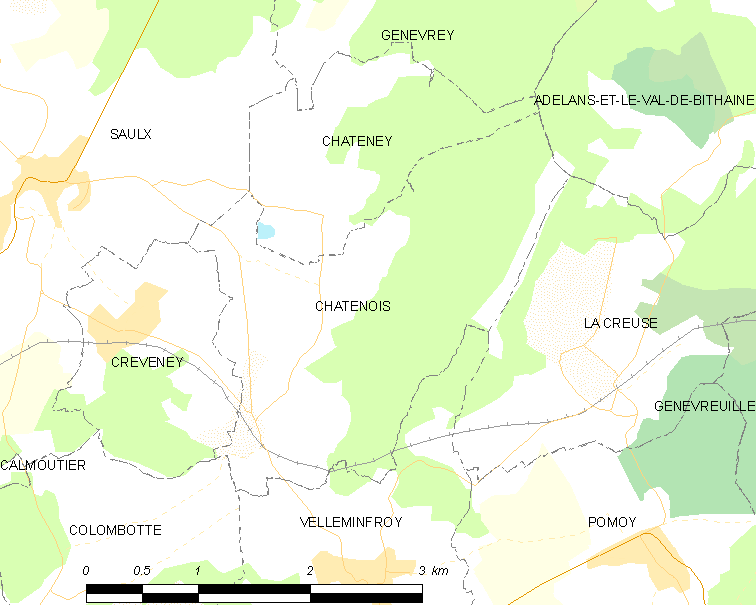
的OSM定位图

沙特努瓦的时区为UTC+01:00、UTC+02:00（夏令时）。

## 行政
沙特努瓦的邮政编码为70240，INSEE市镇编码为70141。

## 政治
沙特努瓦所属的省级选区为吕尔第一县。

## 人口

1962-2008年间人口变化图示

沙特努瓦于2022年1月1日时的人口数量为117人。